# 宇都宮市立姿川中央小学校
 宇都宮市立姿川中央小学校（うつのみやしりつ すがたがわちゅうおうしょうがっこう）は、栃木県宇都宮市下砥上町にある公立小学校。

## 沿革
- 1894年11月 - 姿川尋常高等小学校として現在地に開校
- 1912年12月 - 新校舎落成
- 1941年4月 - 姿川村立姿川国民学校となる
- 1947年4月 - 姿川村立姿川小学校となる
- 1948年4月 - 姿川村立姿川中央小学校となる
- 1955年4月 - 宇都宮市立姿川中央小学校となる
- 1969年 - 校歌制定
- 1970年 - 校章制定
- 1973年3月 - 南校舎2階完成
- 1979年 - 旧校舎改築完工
- 1982年12月 - 体育館落成記念式典
- 1984年 - 第1回おにぎりデー
- 1987年7月 - プール完成（25m×15m）
- 1994年11月 - 創立100周年記念式典挙行・合言葉決まる
- 1998年8月 - 西校舎4階完成
- 2002年3月 - 東正門、南東門、北東門、西門に門扉設置

## 通学区域
- 宇都宮市
  - 上欠町の一部[1]
  - 鷺の谷町
  - 下欠町
  - 下砥上町の一部
  - 鶴田町の一部
  - 西川田町の一部

## 卒業生
- 半田良平 - 歌人、旧・姿川尋常高等小学校卒[2]。